# A Frozen Flower
A Frozen Flower (hangul: 쌍화점; rr: Ssanghwajeom) é um filme histórico erótico sul-coreano de 2008. Dirigido e escrito por Yoo Ha, é estrelado por Jo In-sung, Joo Jin-mo e Song Ji-hyo. O filme é ambientado durante a Dinastia Goryeo e é vagamente baseado no reinado de Gongmin de Goryeo (1330–1374), mas não segue rigorosamente os fatos históricos. A controversa história refere-se sobre a violação do protocolo da família real por parte dos personagens e sua busca por amor.
A Frozen Flower foi lançado na Coreia do Sul em 30 de dezembro de 2008 e apesar de faltar dois dias para o encerramento do ano de 2008, a produção se tornou o sexto filme mais assistido do ano com um público total de 3 772 976 espectadores.

## Enredo
O rei de Goryeo (Joo Jin-mo) é casado com uma princesa da dinastia Yuan (Song Ji-hyo), mas eles não têm filhos. Há uma pressão constante sobre o rei vindo tanto do imperador de Yuan quanto de seus próprios conselheiros para ele ter um príncipe herdeiro e assegurar a continuidade da dinastia real. A guarda do palácio do rei é composta de trinta e seis jovens soldados, liderados pelo comandante militar Hong-rim (Jo In-sung), que também é seu amante. O rei finalmente decide ordenar que Hong-rim durma com a rainha a fim de engravidá-la. Hong-rim e a rainha sentem-se desconfortáveis em aceitar a ordem real, mas a cumprem. No entanto, seu relacionamento não termina com a procriação, mas um intenso romance logo floresce entre os dois e, nesse forte relacionamento íntimo, não há lugar para o rei.

## Elenco
- Jo In-sung como Hong-rim
- Joo Jin-mo como o Rei
- Song Ji-hyo como a Rainha[9]
- Shim Ji-ho como Seung-gi
- Lim Ju-hwan como Han-baek
- Yeo Wook-hwan  como Im-bo
- Song Joong-ki como No-tak
- Jang Ji-won como Bo-deok
- Kim Choon-gi como o Eunuco Hwang
- Lee Jong-goo como Tae-sa
- Jo Jin Woong como Senhor Tae Ahn
- Kwon Tae-won como Jo Il-moon
- Do Young-goo como Gi Won-hong
- Ko In-beom como Yeon Ki-mok
- No Min-woo como Min-woo
- Do Ye-seong como Choi Kwan
- Yeo Jin-goo como Hong-rim jovem
- Lee Poong-woon como o Rei jovem
- Seo Young-joo como Han-baek jovem
- Ham Sung-min como Seong-min

## Produção
Segundo registros históricos, após a morte de Noguk, sua rainha nascida na Mongólia, o rei Gongmin mergulhou em uma vida de devassidão homossexual, contratando uma equipe de belos guarda-costas de nascimento nobre para servir no palácio em 1372. Quando um dos guarda-costas engravidou a segunda esposa do rei Gongmin, ele tentou matá-lo para acabar com o escândalo, mas foi morto pelos amigos do guarda-costas. Entretanto, alguns historiadores discordam desse relato, insistindo que Gongmin foi difamado na tentativa de justificar a fundação da dinastia Joseon, e que os jovens eram apenas guarda-costas.
O filme recebeu o título de A Frozen Flower devido uma canção da época que descrevia as relações sexuais entre homens e mulheres. A produção é o quinto longa-metragem do diretor Yoo Ha, que gostaria de realizar uma mudança em seus trabalhos ao fazer um filme histórico, ele se justificou dizendo: "Eu sempre me senti desconfortável com o gênero, mas senti que deveria tentar superar estes sentimentos. É também um novo desafio para mim, me concentrar em um melodrama". Ele também afirmou que o filme era" uma história de amor entre homens".
Jo In-sung foi escalado desde o início do projeto e recusou outros papeis como ator para fazer A Frozen Flower, o seu último trabalho antes de se alistar para o serviço militar obrigatório coreano. Ele escolheu estrelar o filme sem saber sobre seus detalhes exatos, devido ter trabalho com Yoo Ha no filme A Dirty Carnival (2006). Jo começou a treinar para o papel em agosto de 2007, aprendendo artes marciais, esgrima, equitação e geomungo. Em dezembro de 2007, o ator Joo Jin-mo foi anunciado como o interprete do rei.

## Prêmios e indicações
| Ano  | Prêmio                  | Categoria                                           | Beneficiário                  | Resultado |
| ---- | ----------------------- | --------------------------------------------------- | ----------------------------- | --------- |
| 2009 | Baeksang Arts Awards    | Melhor Ator                                         | Joo Jin-mo                    | Venceu    |
| 2009 | Baeksang Arts Awards    | Atriz Mais Popular (Filme)                          | Song Ji-hyo                   | Indicado  |
| 2009 | Baeksang Arts Awards    | Melhor Filme                                        | A Frozen Flower               | Indicado  |
| 2009 | Grand Bell Awards       | Melhor Direção de Arte                              | Kim Ki-chul                   | Venceu    |
| 2009 | Grand Bell Awards       | Melhor Música                                       | Kim Jun-seok                  | Venceu    |
| 2009 | Grand Bell Awards       | Melhor Iluminação                                   | Yoon Ji-won                   | Indicado  |
| 2009 | Grand Bell Awards       | Melhor Figurino                                     | Lee Hye-soon, Jeong Jeong-eun | Indicado  |
| 2009 | Blue Dragon Film Awards | Melhor Cinematografia                               | Choi Hyun-ki                  | Indicado  |
| 2009 | Blue Dragon Film Awards | Melhor Direção de Arte                              | Kim Ki-chul                   | Indicado  |
| 2009 | Blue Dragon Film Awards | Melhor Iluminação                                   | Yoon Ji-won                   | Indicado  |
| 2009 | Blue Dragon Film Awards | Prêmio Técnico (Figurino)                           | Lee Hye-soon, Jeong Jeong-eun | Indicado  |
| 2010 | Fantasporto             | Prêmio Especial do Júri - Seção Expresso do Oriente | Yoo Ha                        | Venceu    |